# 薩爾弗斯普林斯鎮區 (北卡羅萊納州拉瑟福縣)
薩爾弗斯普林斯鎮區（英語：Sulphur Springs Township）是位於美國北卡羅萊納州拉瑟福縣的一個鎮區。

## 地方資料
薩爾弗斯普林斯鎮區的面積為119.14平方千米，皆為陸地。根據2020年美國人口普查的數據，當地共有人口4796人，而人口密度為每平方千米40.3人。